# محمود الحديني
محمود الحديني (5 يوليو 1941 -) ممثل مصري.

## حياته ونشاته
ولد بدمنهور وتخرج في معهد الفنون المسرحية 1962 وفي المعهد العالي للنقد الفنى وعمل في العديد من المسرحيات منها:«المحروسة» «كفر البطيخ» «السبسنة» «الدخان» «النار والزيتون» تولى رئاسة هيئة المسرح في اواخر التسعينيات عمل في مسلسلات عديدة منها: «الفراشة» «هى والمستحيل» «الحصار» «المشربية» «ليالي الحلمية» «فرسان الله» «السقوط في بئر سبع» والوعد الحق وجمال الدين الأفغاني. وزوجتها الكاتبة نادية رشاد ولكن أنفصل عنها، وابنتها نجلاء الحديني كاتبة سيناريو معروفة.

## أعماله

### أفلام
| - القمة الباردة:1978-أحمد - لحظة حياة:1972 - السيرك:1968-سيد - ثمن الحرية:1967-الطالب الجامعي | - أمير الدهاء:1964-عصام - اللهب:1964-محيي سلامة - الابن المفقود:1964 - الباب المفتوح:1963-محمود |

### مسلسلات
| - لسه بدري:2012-توفيق الشاذلي - سنوات الحب والملح:2010-زوج زاهية - العارف بالله:2008 - القرار:2007 - المصراوية (ج1، 2):2007-عزام الحسيني - حدائق الشيطان:2006 - والحب أقوى:2006 - عفاريت السيالة:2004-عبدالحليم بركات المحامي - الإمام النسائي:2004-منذر القضاعي - أنوار الحكمة:2003 - أمر ازالة:2002 - رجل طموح:2000 - زوجة رجل طموح:2000 | - العشق الإلهي:1999 - الشارع الجديد:1997-حلمي أفندي - أبو القاسم الطنبوري وإخوانه:1995 - رياح الخوف:1994-عزيز - السقوط في بئر سبع:1994-شوكت - الوعد الحق:1993-زيد بن عمرو بن نفيل - هنادي:1993 - السيرة العربية:1992 - ليالي الحلمية (ج3، 4، 5):1990، 1992، 1995-عمر البحيري - سنوات الصبر:1989 - صعاليك ولكن شعراء:1988-عرفجة - الراية البيضا:1988-مطاوع | - الطبري:1987 - بلاط الشهداء:1985-عبد الرحمن الغافقي - لا إله إلا الله (ج1):1985 - محمد رسول الله (ج5):1985 - المرقش شاعر الحزن:1985 - جمال الدين الأفغاني:1984-حسن شاه - موسى بن نصير:1983 - وقال البحر:1982-فرهود - شعراء المعلقات:1982-امرؤ القيس - هي والمستحيل:1979-صلاح عبد الغني - المشربية:1978-صبري - الفجر الأخير:1978 | - ريش على ما فيش بالألوان:1978 - الفارس الأخير:1978 - أبناء في العاصفة:1978 - الحصار:1977 - أغراب:1976 - الفتاة المجهولة:1975 - ذات النطاقين:1971 - الفراشة:1971 - العودة إلى المنفى:1971 - سيداتي آنساتي:1970 - جراح عميقة:1969-إسماعيل - ظلال:1967 | - هارب من الأيام:1963 - أمومة - البركان الهادئ - كان ياما كان - مجالس العرب: من مجالس هارون الرشيد - نور الايمان - البحيرات المرة - فواكه الشعراء - حدود الله - فرسان الله - جبال النار - نداء الفجر-عبدالرحمن |

### مسلسلات إذاعية
| - لست وحدك:2018 - ما وراء النهر:2016 - قناة السويس:2015 - واحة الغروب:2012 - الأبواب المغلقة:2010 | - بنات الأصول-رشدي - وطلع الفجر - أوراق خاصة لطالبة جامعية - الغريق-عبدالقادر | - أغرب القضايا-قضية الدكتور جيمس هيرمان فيلبس - أمواج البحيرة - الحب فوق هضبة الهرم - وصية أب | - فوق الجراح - الأم - 25787120 إذاعة - أرض الجزيرة | - حياة خاصة - وفية والزمن - البحث عن زبيدة - الفاتنة وسائق التاكسي |

| - زوجته الثانية - قلوب مؤمنة - الكراسي الموسيقية - لمعان السراب - أغلب النساء يفعلن هذا - وضاع الحب - حب حفظ في الأرشيف | - ولاد اللذينة:2007 - في عز الظهر:2003 - حلاوة زمان:1971 - كوبري الناموس:1964 - السبنسة:1962 - المحروسة:1961-وكيل النيابة - ولادك يا مصر - جلجامش |

## وصلات خارجية
محمود الحديني على موقع IMDb (الإنجليزية)
- محمود الحديني على موقع الدهليز
- محمود الحديني على موقع قاعدة بيانات الأفلام العربية